# إف. د. ويكهام
إف. د. ويكهام (بالإنجليزية: F. D. Wickham)‏ هو عسكري أمريكي، ولد في 21 مارس 1873 في غالاتين في الولايات المتحدة، وتوفي في 29 أكتوبر 1942 في إل باسو في الولايات المتحدة.